# A Society Exile
A Society Exile è un film muto del 1919 diretto da George Fitzmaurice e uscito nelle sale il 17 agosto 1919.
Tratto dal lavoro teatrale We Can't Be as Bad as All That di Henry Arthur Jones che debuttò a New York il 30 dicembre 1910, il film fu interpretato dalla famosa attrice teatrale Elsie Ferguson.

## Trama
L'ereditiera americana Nora Shard si trova in Inghilterra per lavorare a un suo racconto insieme allo scrittore Howard Furnival, un aristocratico dalla moglie molto gelosa. Furnival, conoscendo il carattere di Doris, la moglie, le tiene nascosta la sua collaborazione con Nora. Ma la gelosia di Doris si scatena quando viene a sapere da Lord Bissett che suo marito ha un'amante: senza sentire ragioni, uccide il marito, suicidandosi subito dopo. Nora, che aveva rifiutato le avances di Bissett, rendendolo furioso e vendicativo, ora - ritenuta da tutti la vera responsabile del caso - viene bandita dalla buona società.

La giovane, allora, sotto falso nome, si reca in Italia e a Venezia conosce Ralph Newell, il fratello di Doris, che si trova lì, convalescente, a causa di una ferita di guerra.

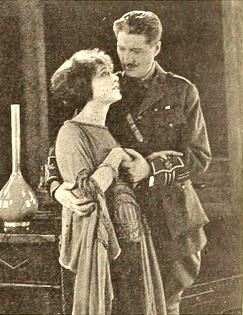
Elsie Ferguson e William P. Carleton

I due si innamorano e Nora gli scrive una lettera, decisa a spiegargli per iscritto come effettivamente siano andate le cose con Howard. Ma la lettera non giunge mai nelle mani di Ralph. Lui e Nora si sposano, tornando insieme a Londra. Qui, Ralph viene a sapere che la donna che ha sposato è Nora Shard, quella che tutta la società ritiene - a torto -  colpevole di adulterio e causa, con il suo comportamento, di un omicidio e del suicidio della sorella. Ralph non riesce a credere alle spiegazioni di Nora e i due si lasciano. Nora decide di tornare in Italia, il paese dove è stata per breve tempo così felice, e lì darà alla luce il bambino suo e di Ralph.
Passa il tempo e, un giorno, Ralph giunge dall'Inghilterra: Blissett finalmente ha confessato la verità e l'innocenza di Nora è venuta alla luce. I due sposi si riconciliano davanti al loro bambino.

## Produzione
Il film fu prodotto dalla Famous Players-Lasky Corporation.

## Distribuzione
Distribuito dalla Famous Players-Lasky Corporation e dall'Artcraft Pictures Corporation, il film - presentato da Adolph Zukor - uscì nelle sale cinematografiche statunitensi il 17 agosto 1919.